# Villa Vásquez
Villa Vásquez es un municipio de la República Dominicana que está situado en la provincia de Monte Cristi.

## Límites
Municipios limítrofes:
|                     | Norte: Océano Atlántico |                |
| Oeste: Monte Cristi |                         | Este: Guayubín |
|                     | Sur: Castañuelas        |                |

## Distritos municipales
Está formado por el distrito municipal de:

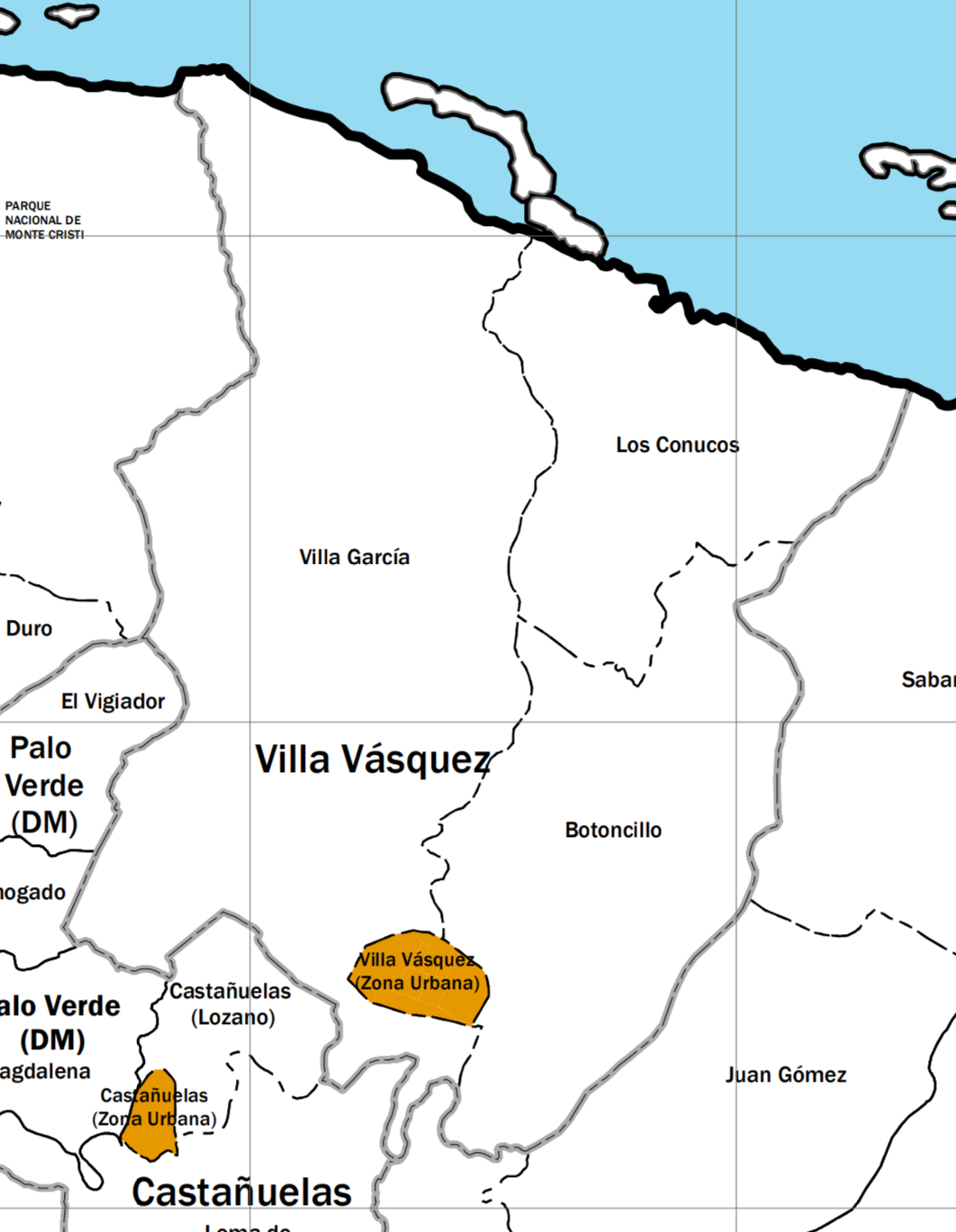
Secciones rurales de Villa Vásquez y área urbana

| Nombre        | Código   |
| ------------- | -------- |
| Villa Vásquez | 04150601 |

## Clima
El clima de la provincia es semiárido con una temperatura promedio de 26.5 °C y un promedio de precipitación anual de 700 mm. La evaporación media es 1800 mm. Eso determina el gran déficit hídrico en la zona. Influyen principalmente los vientos alisios que soplan desde el noreste. En este municipio es muy raro que llueva, suelen pasar hasta seis meses sin que se registren precipitaciones, especialmente en el litoral costero del municipio.

## Historia
Antiguamente se conocía como Santa Ana (o Santana), Pero después de la hegemonía de Horacio Vásquez en la vida política dominicana, se le denominó Villa Vásquez en honor al citado caudillo. La Ley n.º 1055 del 14 de diciembre de 1935 le cambió el nombre por el de Demetrio Rodríguez para honor del general.
Dos años más tarde la ley No.1385 del 17 de septiembre de 1937 cambió la designación por el de Villa Isabel, por Isabel Mayer Rodríguez, una de las principales terratenientes de la zona (las tierras eran herencia de su abuelo Bernardo Rodríguez, padre de Demetrio), sobrina de Demetrio Rodríguez y para ese entonces, confidente del dictador Trujillo.
El 20 de junio de 1938 mediante ley No.1521, Villa Isabel pasó a ser Municipio de Montecristi. Para el año 1960 se le designó Villa Lucas Evangelista de Peña y para el año 1962 volvió a llamársele con el nombre actual. En el año 1944 sufrió un grave incendio.

## Geografía
El Municipio de Villa Vásquez tiene una extensión territorial de 421.6 kilómetros cuadrados.

## Economía
La superficie agropecuaria es de 60,200 tareas nacionales, con 449 asentamientos agrarios.
El principal producto agrícola es el arroz, pero también dispone de grandes extensiones de terrenos dedicados a diversos cultivos como la cebolla, ají, yuca y banano y sobre todo a la ganadería vacuna ovina y caprina. Cuenta con una economía bastante elevada, siendo esta el 0.1% del PIB a Nivel Nacional.
Tiene también dos cementerios, un destacamento policial de las 35 compañías, un juzgado, un hospital municipal, un cuerpo de bomberos, una Iglesia católica, nueve iglesias evangélicas, una iglesia mormona, dos Iglesias Adventistas y un salón del reino de los Testigos de Jehová.

## Turismo
El municipio ha tenido un crecimiento turístico en lo que es todo el litoral costero, especialmente en la zona de la comunidad Buen Hombre que es la comunidad más desarrollada de todo el municipio gracias al turismo, la pesca y otras actividades agropecuarias. En el litoral costero podemos encontrar hermosas playas tales como la de los cocos, la punta del muerto, la de buen hombre, entre otras.

## Transporte
El transporte en este municipio es muy bueno ya que se comunica con las dos ciudades más importante de este país: Santo Domingo y Santiago a través de las diferentes rutas de autobuses y otros tipos de rutas existentes aquí, sin dejar de mencionar las diferentes paradas de motoconcho.